# Bernard Katz
Sir Bernard Katz (Lipcse, 1911. március 26. – London, 2003. április 20.) német-ausztrál-brit biofizikus, neurofiziológus. 1970-ben Julius Axelroddal és Ulf von Eulerrel közösen elnyerte az orvostudományi Nobel-díjat a neurotranszmitterek terén elért felfedezéseiért.

## Élete
Bernard Katz 1911. március 26-án született Lipcsében, Oroszországból származó zsidó családban. Egyetlen gyermeke volt Max Katz prémkereskedőnek és feleségének, Eugenie Rabinowitznak. A középiskolát a lipcsei König-Albert-Gymnasiumban végezte, majd 1929-től kezdődően orvostudományt tanult a Lipcsei Egyetemen. Élettani kutatásaiért már egyetemistaként (1933-ban) elnyerte a Siegfried Garten-díjat, 1934-ben pedig megkapta orvosdoktori diplomáját.
A náci hatalomátvétel után származása miatt hátrányos megkülönböztetésben részesült és élete is veszélyben forgott, ezért 1935 februárjában elhagyta Németországot és Angliában, a University College Londonban a Nobel-díjas Archibald Hill doktorandusz hallgatójaként tanult tovább. 1938-ban megszerezte a PhD fokozatot, egy évvel később pedig, 1939 augusztusában Carnegie-ösztöndíjjal Ausztráliába utazott, ahol a Sydney-i Kórházban a későbbi Nobel-díjas John Carew Eccles csoportjához csatlakozott.
1941-ben ausztrál állampolgárságot kapott, egy évvel később pedig jelentkezett az ausztrál légierőhöz. A második világháborút a csendes-óceáni hadszíntéren, radarkezelő tisztként harcolta végig.
1946-ban visszatért Londonba, Archibald Hill kutatócsoportjába. A laboratóriumban előbb kutatási igazgatóhelyettes volt, 1950-től az egyetemen előadói, 1952-től pedig biofizika-professzori kinevezést kapott. Utóbbi státuszát 1978-as visszavonulásáig megtartotta. 

## Tudományos munkássága
Katz fő kutatási területe a szinapszisokon átadódó idegingerület volt. Az 1950-es évektől kezdve az elektromos ingerületet az idegsejtek között kémiai úton átadó acetilkolin biokémiáját és hatásmechanizmusát tanulmányozta. Felfedezte, hogy az acetilkolin "kvantumokban" szabadul fel, mindig legalább egy adott mennyiség lép ki a szinaptikus résbe, és ha ennél több, akkor az mindig a minimum pontos többszöröse. A későbbi kutatások kimutatták, hogy a jelenség oka az, hogy az acetilkolin kis vezikulumokban található az idegsejtben és ezek ürülnek ki az elektromos ingerület hatására. Katz munkája azonnal hatást gyakorolt az olyan idegrendszerre ható peszticidek és egyéb hatóanyagok kutatásában, mint a szerves foszforsav-észterek vagy a DDT.
Katz későbbi éveiben a tobozmirigy működését és a melatonin képződését kutatta. 

## Elismerései
Bernard Katz az idegingerület átvitelében elért eredményeiért 1970-ben – Julius Axelroddal és Ulf von Eulerrel megosztva – orvostudományi Nobel-díjban részesült. Kitüntették a Feldberg Alapítvány díjával (1965); a Királyi Orvosi Kollégium Baly-érmével és a Royal Society Copley-érmével (1967). 1969-ben a királynő lovaggá ütötte.
1952-ben a brit Royal Society tagjává választották. Tagja volt Királyi Orvosi Kollégiumnak (Royal College of Physicians, 1968), a Dán Királyi Tudományos Akadémiának (1968), az Accademia Nazionale Lincei-nek (1969), az Amerikai Tudományos és Művészeti Akadémiának (1969). 1967-től a brit Mezőgazdasági Kutatási Tanácsban dolgozott, 1968-tól pedig ő volt a Royal Society biológiai titkára.

## Családja
Bernard Katz 1945-ben feleségül vette az ausztrál Marguerite Penlyt. Két gyermekük született, David (sz. 1947, gyógyszerész lett) és Jonathan (sz. 1950, klasszikus irodalmár).
Sir Bernard Katz 2003. április 20-án halt meg Londonban, 92 éves korában.